# Izh 19
L'Izh 19 (en russe : ИЖ-19) était un prototype de voiture sportive conçu par Izhmash en 1975.
Des élément comme le châssis, le moteur et d'autres éléments de la Moskvitch 412 ont été utilisés pour créer le prototype. La vitesse maximale de l'Izh 19 est de 150 km/h.
Aujourd'hui, le modèle est entreposé au musée de l'automobile d'Izevsk.